# (320942) Jeanette-Jesse
(320942) Jeanette-Jesse est un astéroïde de la ceinture principale.

## Description
(320942) Jeanette-Jesse est un astéroïde de la ceinture principale. Il fut découvert le 5 avril 2008 à la station Anderson Mesa par Larry H. Wasserman. Il présente une orbite caractérisée par un demi-grand axe de 2,63 UA, une excentricité de 0,07 et une inclinaison de 1,6° par rapport à l'écliptique.

## Compléments